# Classe L'Adroit (pattugliatore)
La classe L'Adroit (dal nome della prima unità varata), è stata una classe di navi prodotta dall'industria navale francese per la Marine nationale dopo la fine della seconda guerra mondiale. Le navi della classe L'Adroit, secondo la nomenclatura navale francese dell'epoca, erano classificate escorteurs côtiers, erano contraddistinte dal pennant number P ed erano equiparabili a degli pattugliatore.

## Descrizione
Undici navi di questa classe furono costruite e costituirono la seconda serie di escorteurs côtiers, dopo la prima serie costituita dalla classe Le Fougueux; queste navi erano destinate alla lotta antisommergibile e derivavano direttamente dai Patrol Coasters (PC) della US Navy, i pattugliatori/cacciasommergibili della classe PC-461.

## Unità
| N°   | Nome        | Varo              | Ingresso in servizio | Disarmo          | Note                                                |
| ---- | ----------- | ----------------- | -------------------- | ---------------- | --------------------------------------------------- |
| P630 | L'Intrépide | 18 dicembre 1958  | 28 luglio 1959       | 23 febbraio 1979 | affondato nel Mediterraneo nel 1983                 |
| P635 | L'Ardent    | 17 luglio 1958    | 22 marzo 1959        | 7 gennaio 1980   | affondato nel Mediterraneo nel 1980                 |
| P637 | L'Etourdi   | 5 febbraio 1958   | 22 marzo 1959        | 20 febbraio 1978 | affondato nel mare d'Iroise nel 1978                |
| P638 | L'Effronté  | 27 gennaio 1959   | 1º settembre 1959    | 10 aprile 1978   | affondato nel Mediterraneo nel 1979                 |
| P639 | Le Frondeur | 7 ottobre 1957    | 1º settembre 1959    | 29 novembre 1977 | affondato nel Mediterraneo nel 1978                 |
| P640 | Le Fringant | 6 febbraio 1958   | 15 giugno 1959       | 1º giugno 1983   | affondato nell'Atlantico nel 1997                   |
| P644 | L'Adroit    | 5 ottobre 1957    | 23 giugno 1958       | 29 maggio 1980   | affondato nel 1985                                  |
| P645 | L'Alerte    | 5 ottobre 1957    | 16 giugno 1958       | 29 maggio 1980   | affondato nel 1984                                  |
| P646 | L'Attentif  | 5 ottobre 1957    | 10 luglio 1958       | 20 febbraio 1978 | affondato nell'Atlantico nel 1978                   |
| P647 | L'Enjoué    | 5 ottobre 1957    | 19 agosto 1958       | 15 giugno 1978   | venduto nel 1984, distrutto in un incendio nel 1985 |
| P648 | Le Hardi    | 17 settembre 1958 | 1º maggio 1959       | 23 febbraio 1979 | affondato nell'Atlantico nel 1979                   |